# Pausvillan
Pausvillan (norska: Pausvillaen) är en slottsliknande villa på halvön Bygdøy i Oslo. Villan byggdes 1907 för bankdirektören Ole Paus, och ritades av arkitekten Einar Smith. Under andra världskriget var villan sommarbostad åt Josef Terboven. Villan ägs sedan 1997 av hotellmagnaten Petter Stordalen.